# نیسکالی، رزرویشن
نیسکالی (به انگلیسی: Nisqually Reservation) یک منطقهٔ مسکونی در ایالات متحده آمریکا است که در شهرستان تورستن، واشینگتن واقع شده‌است. نیسکالی ۷٫۱ کیلومتر مربع مساحت و ۵۷۵ نفر جمعیت دارد.